# 콜금리
콜금리(overnight rate, call rate)는 콜 시장에서 자금 대차가 이루어질 때 성립되는 금리를 말한다. 콜 레이트의 움직임은 금융기관의 자금 사정의 변동에 따라 영향을 받기 때문에 심한 것이다. 또 그 때문에 콜 레이트의 움직임에 의하여 금융시장의 상태(금융 기관의 자금 변통이 활발한가 아닌가)를 보여 주는 척도라고도 볼 수 있다. 정상적 금융시장에 있어서 콜 레이트 한국은행의 공정보합(公定步合) 보다 낮고, 통지예금 이율보다 높은 수준에서 오르내린다.

## 같이 보기
- 재할인율
- 페더럴 펀드 금리